# Curtisiaceae
Curtisiaceae is de botanische naam van een familie van tweezaadlobbige planten. Een familie onder deze naam wordt zelden erkend door systemen van plantentaxonomie, maar wel door het APG II-systeem (2003), een verandering ten opzichte van het APG-systeem (1998) dat de familie niet erkende.
Het gaat dan om een heel kleine familie van één of twee soorten bomen in Zuid-Afrika. Traditioneel werden deze planten vaak in de kornoeljefamilie (Cornaceae) geplaatst.